# Cantón de Pérez Zeledón
Cantón de Pérez Zeledón är en kanton i Costa Rica.   Den ligger i provinsen San José, i den sydöstra delen av landet, 80 km sydost om huvudstaden San José.